# Age Of
Age Of — восьмой студийный альбом американского электронного музыканта Oneohtrix Point Never (Дэниел Лопатин), изданный 1 июня 2018 года на лейбле Warp Records.
Записанный в течение двух лет, он стал первым альбомом Oneohtrix Point Never, на котором в значительной степени присутствует вокал самого Дэниэля Лопатина. Альбом сопровождался туром MYRIAD, который начался как «концептуальный концертный пейзаж» в 2018 году в Park Avenue Armory в Нью-Йорке и завершился в 2019 году.
В работе над альбомом приняли участие Джеймс Блейк (который также продюсировал и микшировал альбом), Anohni, Prurient, Kelsey Lu и Eli Keszler. Оформление альбома, центральным изображением которого является картина американского художника Джима Шоу «The Great Whatsit», было разработано Дэвидом Рудником. Хотя альбом не вошел в официальный чарт Billboard 200 в США, он занял 59-е место в чарте журнала Top Current Albums.

## Отзывы
| Совокупная оценка    | Совокупная оценка |
| Источник             | Оценка            |
| -------------------- | ----------------- |
| AnyDecentMusic?      | 7.8/10            |
| Metacritic           | 83/100            |
| Оценки критиков      |                   |
| Источник             | Оценка            |
| AllMusic             | [ 6 ]             |
| The A.V. Club        | A−                |
| Consequence of Sound | B+                |
| Mixmag               | 9/10              |
| Mojo                 | [ 9 ]             |
| The Observer         | [ 10 ]            |
| Pitchfork            | 7.8/10            |
| Q                    | [ 12 ]            |
| Resident Advisor     | 4.0/5             |
| Uncut                | 6/10              |

Альбом получил положительные отзывы музыкальной критики и интернет-изданий. На сайте Metacritic, который присваивает нормализованный рейтинг из 100 баллов рецензиям ведущих изданий, альбом получил средний балл 83, основанный на профессиональных рецензиях, что свидетельствует о «всеобщем признании».
Некоторые рецензенты высоко оценили использование в альбоме коллабораторов. Рецензируя альбом для AllMusic, Хизер Фарес назвала Age Of «знаковой работой» для Лопатина. Она оценила его как «самый масштабный» релиз, уточнив, что он «сочетает амбиции альбома с большим количеством эмоций» и «придаёт своей музыке новые захватывающие формы». Росс Девлин из The Skinny в пятизвёздочной рецензии на пластинку также отметил амбициозность альбома, особенно «обилие изысканных барочных моментов, исследующих историю как податливый, многомерный разлом», что придало ему «исключительную звуковую глубину». The Observer похвалил Age Of за продолжение «нестандартной композиции и неожиданного инструментария» предыдущих релизов Лопатина, а критик Мэтт МакДермотт подчеркнул, что с этой пластинкой продюсер расширил свой музыкальный диапазон: «Это головокружительное путешествие, призванное укрепить статус Лопатина как авангардиста и одновременно помочь его проникновению в мейнстрим поп-культуры».

### Итоговые списки
Альбом Age Of попал в итоговые списки лучших альбомов 2018 года, составленные несколькими изданиями.
| Публикация    | Список                             | Ранг | Ссылка |
| ------------- | ---------------------------------- | ---- | ------ |
| Exclaim!      | Top 10 Dance and Electronic Albums | 5    | [ 16 ] |
| Highsnobiety  | Top 25 Albums of 2018              | 21   | [ 17 ] |
| Mixmag        | Top 50 Albums of 2018              | 22   | [ 18 ] |
| Spin Magazine | Top 51 Albums of 2018              | 10   | [ 19 ] |
| The 405       | Top 50 Albums of 2018              | 4    | [ 20 ] |
| The Wire      | Top 50 Albums of 2018              | 15   | [ 21 ] |

## Список композиций
Слова и музыка всех песен — Daniel Lopatin.
| №   | Название                          | Длительность |
| --- | --------------------------------- | ------------ |
| 1.  | «Age Of»                          | 3:24         |
| 2.  | «Babylon»                         | 3:04         |
| 3.  | «Manifold»                        | 1:49         |
| 4.  | «The Station»                     | 4:19         |
| 5.  | «Toys 2»                          | 4:38         |
| 6.  | «Black Snow»                      | 3:40         |
| 7.  | «Myriad Industries»               | 1:07         |
| 8.  | «Warning»                         | 2:38         |
| 9.  | «We'll Take It»                   | 3:45         |
| 10. | «Same»                            | 2:01         |
| 11. | «RayCats»                         | 3:40         |
| 12. | «Still Stuff That Doesn't Happen» | 4:21         |
| 13. | «Last Known Image of a Song»      | 4:06         |

| №   | Название   | Длительность |
| --- | ---------- | ------------ |
| 14. | «Trance 1» | 3:54         |

## Чарты
| Чарт (2018)                                  | Высшая позиция |
| -------------------------------------------- | -------------- |
| Бельгия/Фландрия (Ultratop)                  | 121            |
| Япония (Japanese Albums, Oricon)             | 109            |
| Шотландия (Scottish Albums Chart)            | 72             |
| Великобритания (UK Dance Albums Chart)       | 11             |
| Великобритания (UK Independent Albums Chart) | 13             |
| США (Top Current Albums, Billboard)          | 59             |
| США (Billboard Top Heatseekers Albums)       | 4              |
| США (Billboard Dance/Electronic Albums)      | 8              |